# Thierno Bah
Thierno Lamine Bah (ur. 5 października 1982 w Labé) – gwinejski piłkarz, grający na pozycji pomocnika. 
W Swiss Super League rozegrał 198 spotkań i zdobył pięć bramek.